# Lado
I Lado (nome completo in lingua croata: Ansambl narodnih plesova i pjesama Hrvatske "LADO") sono un ensemble croato di musica tradizionale fondato nel 1949 e composto da 37 cantanti e ballerini, più 14 musicisti.

## Carriera
I Lado sono stati fondati l'11 novembre 1949 dal coreografo e direttore artistico Zvonko Ljevaković, in parte grazie ad un finanziamento dal governo della Repubblica Socialista di Croazia con lo scopo di preservare le tradizioni regionali del paese. Hanno vinto premi nel loro settore in competizioni e cerimonie internazionali, nonché numerosi premi Porin, i più importanti riconoscimenti discografici in Croazia.
Il cantante Boris Novković ha selezionato tre componenti femminili dell'ensemble come coriste per partecipare, il 5 marzo 2005, a Dora, la selezione del rappresentante croato per l'Eurovision. La loro canzone Vukovi umiru sami è stata eletta vincitrice dal televoto. Nella finale dell'Eurovision Song Contest 2005, che si è tenuta il successivo 21 maggio a Kiev, si sono piazzati all'11º posto su 24 partecipanti con 115 punti totalizzati. Sono risultati i più televotati della serata in Bosnia ed Erzegovina e in Slovenia.

## Discografia

### Album
- 1960 - Zbor narodnih plesova i pjesama hrvatske Zagreb
- 1966 - Iz kajkavskih Krajeva
- 1977 - Narodni običaji u izvedbi Lada vol. 1
- 1977 - Narodni običaji u izvedbi Lada vol. 2
- 1986 - Pjesme naroda Evrope
- 1987 - Narodne pjesme i plesovi sjeverne Hrvatske
- 1994 - Telo Kristuševo, Narodi se mladi kralj
- 1994 - Kalvarija
- 1998 - Iz Kajkavskih krajeva
- 1998 - Iz Kajkavskih krajeva vol. 2
- 1998 - Iz Hrvatske narodne glazbene riznice vol. 1
- 1999 - Kolo igra, tamburica svira vol. 1
- 1999 - Kolo igra, tamburica svira vol. 2
- 1999 - O vreme prelubleno
- 2000 - Na moru i kraju
- 2000 - U društvu svirača vol.1
- 2001 - Najljepše Božične pjesme
- 2001 - U društvu svirača vol. 2
- 2001 - Na zelenom travniki
- 2002 - Raspelo
- 2003 - Preveliku radost navišćujem vama
- 2003 - Lado Electro
- 2004 - Zorja moja zorja - Anđela Potočnik
- 2004 - Božić u svijetu
- 2005 - Iz Hrvatske narodne glazbene riznice vol. 2
- 2006 - Kalvarija
- 2007 - Polke i drmeši
- 2007 - Tete Liza i Lado
- 2009 - Janja - Niz Muru i Dravu
- 2011 - Pri kumekovoj kleti (con Božo Potočnik)
- 2011 - Križu sveti... crkveni pučki napjevi južne Hrvatske
- 2012 - O, Isuse daj mi suze
- 2012 - Iz Kajkavskih krajeva vol. 3 i 4

### Album dal vivo
- 1974 - Folklorni koncert (con Emil Cossetto)
- 2010 - Božićni koncert
- 2014 - Korizmeni koncert - Pasijom kroz Hrvatske krajeve

### DVD
- 2005 - Lado in Concert
- 2006 - Veronika